# Slobodnozidarski zapisi
Temeljni slobodnozidarski zapisi predstavljaju skup rukopisnih i tiskanih dokumenata nastalih od 14. do 17. stoljeća, koji su poslužili za stvaranje i strukturiranje spekulativnog slobodnog zidarstva. Oni čine osnovu slobodnozidarskih mitova koji oblikuju simboličku i filozofsku imaginaciju spekulativnog, stupnjevitog i inicijacijskog puta slobodnog zidarstva.
Istraživači i slobodni zidari i danas proučavaju ove tekstove, od kojih su neki nastali prije osnivanja prve velike lože, Velike lože Londona i Westminstera, 1717. godine. Ti dokumenti omogućuju povjesničarima i masonolozima da naglase simboličke i kulturne veze između operativnog zidarstva Škotske i Engleske te prvih spekulativnih loža, kao i kasniji razvoj mitsku povijesti slobodnog zidarstva.

## Razdoblje prije osnivanja Velike lože Londona

### Stare dužnosti (1390. – 1420.)
Stare dužnosti (engl. Old Charges) naziv je za skup od oko 130 dokumenata nastalih između 14. i 18. stoljeća, uglavnom rukopisnih, a kasnije graviranih ili tiskanih. Svi su engleskog podrijetla. Ovi dokumenti opisuju obveze i način rada cehova graditelja i zidarâ te pružaju mitsku povijest nastanka njihovog zanata. Stare dužnosti dijele se na dva glavna povijesna razdoblja. U prvom razdoblju s kraja 14. stoljeća pojavljuju se dva značajna dokumenta, poznata kao Rukopis Regius i Cookeov rukopis. Oni se smatraju temeljnim tekstovima ovog razdoblja. U drugom razdoblju, početkom 16. stoljeća, točnije 1583. godine, dokumenti ponovno izlaze na vidjelo u manje operativnom obliku pod nazivom Rukopis Velike loža br. 1. Ovaj dokument potiče nastanak približno 130 kasnijih verzija, bilo rukopisnih bilo tiskanih.

### Schawovi statuti (1598. – 1599.)
Schawovi statuti (engl. Schaw Statutes) su dva dokumenta koje je krajem 16. stoljeća sastavio William Schaw, kraljevski majstor radova kralja Jakova VI. Stuarta. Prva verzija statuta datirana je na 1598., a druga na 1599. godinu. Ovi dokumenti definiraju pravila i strukturu cehova graditelja i operativnih loža u Škotskoj.
Schawovi statuti uvode sustav organizacije operativnih loža temeljen na teritorijalnoj strukturi. Za razliku od privremenih loža opisanih u Starim dužnostima, ove lože postaju stalne institucije, svaka vezana za određeno zemljopisno područje. Članstvo u ložama je stalno, ali može varirati ovisno o odlascima članova ili dolasku novih radnika. Lože vode registre svojih članova i aktivnosti, čime se osigurava kontinuitet njihove povijesti i rada. Neke lože iz ovog razdoblja dobivaju i specifične nazive, poput "Marijina kapela" u Edinburghu i "Cannongate Kilwinning", čime se naglašava njihova geografska i povijesna važnost.

### Edinburški rukopis (1696.)
Edinburški rukopis (engl. Edinburgh Register House Manuscript), škotskog podrijetla, predstavlja ritual inicijacije datiran na 1696. godinu. Smatra se najstarijim poznatim slobodnozidarskim obredom, a taj je status potvrđen 2016. godine. Rukopis je prvi u nizu dokumenata poznatih pod nazivom Prve zidarske upute (The Early Masonic Catechisms). Ovaj povijesni dokument, otkriven 1930. godine u staroj zgradi arhiva u Edinburghu, predstavlja ključni dio rane povijesti slobodnog zidarstva. Njegova prethodna povijest ostaje nepoznata. Rukopis ima samo četiri stranice i prvi je put objavljen 1932. godine zahvaljujući Loži "Quatuor Coronati". Sastoji se od dvije glavne cjeline. Prvu čini niz pitanja i odgovora pod nazivom Nekoliko pitanja koja slobodni zidari obično postavljaju onima koji imaju riječ prije nego ih prepoznaju. Ovaj dio služi za identifikaciju i priznavanje slobodnih zidara. Druga cjelina uključuje opis ceremonije prisege i uputa kroz rituale, riječi i znakove slobodnih zidara. Ova sekcija nosi naslov Način prenošenja riječi zidara.

### Sloaneov rukopis (1700.)
Sloaneov rukopis br. 3329 (engl. Sloane No. 3329 Manuscript), koji se nalazi u zbirci Britanskog muzeja, smatra se prvim osnivačkim dokumentom slobodnog zidarstva engleskog podrijetla. Naziv je dobio po Sir Hansu Sloaneu, čijoj je zbirci pripadao. Rukopis se sastoji od dva dijela. Prvi dio otkriva znakove po kojima se slobodni zidari međusobno prepoznaju. Drugi dio pruža upute u formi pitanja i odgovora, završavajući ceremonijom polaganja prisege. Ovaj rukopis prvi je dokument koji jasno razlikuje slobodnozidarski sustav u tri stupnja: učenik, pomoćnik i majstor. U ranijim rukopisima termini "pomoćnik" i "majstor" bili su sinonimi za isti stupanj, dok Sloaneov rukopis precizno razdvaja ove stupnjeve, ističući njihove različite tajne. Rukopis dva puta jasno spominje pojam "riječi zidara" te uvodi dodatnu "riječ majstora", koja se prenosi u dva koraka, slično postupku za riječi učenika i pomoćnika. Osim toga, rukopis opisuje koncept "savršene lože", sastavljene od dva učenika, dva pomoćnika i dva majstora. Ovaj dokument označava značajan trenutak u razvoju slobodnog zidarstva, postavljajući temelje za rituale i strukturu modernog slobodnog zidarstva.

## Razdoblje nakon osnivanja Velike lože Londona

### AndersonoveKonstitucije(1723.)
Andersonove Konstitucije objavljene su 1723. godine na inicijativu Johna Montagua, tadašnjeg velikog majstora Velike lože Londona, osnovane 1717. godine. Prvu verziju Konstitucija sastavio je prezbiterijanski pastor James Anderson, čije je ime kasnije postalo povijesno povezano s ovim dokumentom, uz suradnju hugenota Jean Théophilea Désaguliersa. Cilj konstitucija bio je organizirati i regulirati tradicionalne, ali često raznolike prakse unutar Velike lože. Tijekom vremena, Andersonove Konstitucije doživjele su brojne revizije i izmjene, sve do 1813. godine, kada je osnovana Ujedinjena velika loža Engleske. Prvi dio Konstitucije donosi mitsku povijest slobodnog zidarstva, koja povezuje ovaj pokret s kontinuitetom od kralja Salomona iz Starog zavjeta pa sve do škotskih i engleskih vladara. Drugi dio bavi se dužnostima i obvezama slobodnog zidara, postavljajući temelje za modernu strukturu slobodnozidarske organizacije. Treći dio predstavlja opća pravila za vođenje velike lože. Četvrti i posljednji dio donosi alegorijske pjesme u stihovima koje ponovno pripovijedaju legendarnu povijest reda. Ovaj dokument postao je temelj za modernu praksu i organizaciju slobodnog zidarstva, spajajući povijesne mitove, filozofske principe i operativne smjernice.

### Grahamov rukopis (1726.)
Grahamov rukopis (engl. Graham Manuscript), datiran na 1726. godinu i engleskog podrijetla, jedan je od ključnih dokumenata u povijesti slobodnog zidarstva. Koristi brojne elemente iz Novog zavjeta, što ga čini jedinstvenim u kontekstu ranih slobodnozidarskih tekstova. Rukopis opisuje obred podijeljen u tri stupnja, koji kulminira simboličkim činom "podizanja u pet točaka", povezanog s pričom o Noi i njegovim trima sinovima, koji pokušavaju otkriti njegove tajne. Ovi elementi predstavljaju prvu verziju rituala majstorskog stupnja, koja prethodi kasnijim verzijama poput one iz Prichardove Raskrinkane masonerije (Masonry Dissected, 1730.). Zbog svog sadržaja, Grahamov rukopis se smatra pretečom spekulativnih slobodnozidarskih obreda. Osim toga, rukopis sadrži katekizam od 38 pitanja i odgovora, koji pokriva razne aspekte slobodnog zidarstva, uključujući riječi i znakove slobodnih zidara. Ovo je prvi dokument koji jasno spominje majstorski stupanj, spajajući priče i simbole iz Starog i Novog zavjeta.

### Ramsayev govor (1736.)
Ramsayev govor (fran. Discours de Ramsay), izrečen u prosincu 1736. godine od strane Andrewa Michaela Ramsaya, poznatijeg kao Vitez Ramsay, predstavlja temeljni tekst francuskog slobodnog zidarstva. Ramsay je bio veliki govornik novonastalog slobodnozidarskog reda u Francuskoj, a svoj govor održao je pred nekoliko desetaka slobodnih zidara. Govor se sastoji od dvije glavne cjeline. Prva cjelina predstavlja intelektualni i humanistički program koji Ramsay pripisuje slobodnom zidarstvu. Ova vizija uzdiže slobodno zidarstvo iznad operativnih korijena i daje mu širu, univerzalnu misiju. Druga cjelina je alegorijska i inicijacijska, prikazujući slobodno zidarstvo kao nasljednika viteških redova iz doba križarskih ratova. Ova mitologija uvelike je utjecala na razvoj viših stupnjeva slobodnog zidarstva između 1740. i 1780. godine. Ramsayev govor udaljava francusko slobodno zidarstvo od tradicionalne mitologije graditelja, kakvu su promicale Andersonove Konstitucije i englesko slobodno zidarstvo, te uvodi novu dimenziju povezanu s viteškim idealima i simbolima.

### Kirkwallski svitak (1785.)
Kirkwallski svitak (engl. Kirkwall Scroll) je platno za pod, bogato simbolima slobodnog zidarstva, nejasnim slikama i zagonetnim tekstovima koji bi mogli biti šifra ili loše oslikani hebrejski jezik. Svitak visi na zapadnom zidu hrama Lože "Kirkwall Kilwinning" br. 38(2) na Orkneyjima, ali zbog svoje dužine nije u potpunosti izložen. Dimenzije platna su 5,64 metara u duljinu te 1,68 metara u širinu. Sastoji se od središnjeg dijela pune širine, kojem su sa svake strane prišivena dva uža bočna dijela.
Lijevi rub svitka prikazuje lutanja Židova prije dolaska u Egipat, s tekstom koji se čita odozgo prema dolje. Desni rub prikazuje njihova lutanja pustinjom nakon Izlaska, s označenim rutama koje prate godine od 1 do 46, a pri kraju se granaju u više smjerova. Središnji dio svitka sadrži sedam oslikanih scena i prikaza, svaki s jedinstvenom simbolikom. Na dnu se nalazi prikaz oltara okruženog s dva stupa i poznatim slobodnozidarskim simbolima. Iznad toga je oltar okružen drugačijim simbolima. Sljedeći prikaz uključuje oltar i stupove zajedno s kerubinima, koji su prisutni na grbovima grbovima Drevne velike lože Engleske, Velike lože Irske i te starom grbu Ujedinjene velike lože Engleske. Nastavljajući prema gore, pojavljuje se shematski prikaz Šatora sastanka i Kovčega saveza, a iznad njega simbolički prikaz koji se tumači kao Sudnji dan. Dalje, svitak prikazuje križ na vrhu piramide, okružen slobodnozidarskim i alkemičarskim simbolima, dok se iznad uzdiže duga. Na vrhu je prikazana gola žena, koju rani autori smatraju Evom, kako sjedi pod stablom okružena životinjama. U daljini se vidi more puno riba, a iza njega planinski krajolik. Platno je oslikano uljem, uglavnom u svijetloplavim tonovima, s dodatnim bojama za detalje poput ružičaste za životinje i zelene za more.
Prema zapisima lože od 27. prosinca 1785. godine, William Graeme, gostujući član iz lože br. 128 Drevne velike lože Engleske, postao je član Lože "Kirkwall Kilwinning". Sedam mjeseci kasnije donirao je platno za pod, koje se danas općenito smatra Kirkwallskim svitkom. Arhivist i povjesničar slobodnog zidarstva Robert Cooper iznio je dokaze da je svitak napravio upravo Graeme ili je nastao pod njegovim nadzorom. Na temelju detaljne analize simbolike, Cooper ga datira u drugu polovicu 18. stoljeća.
Postoje tvrdnje o srednjovjekovnom podrijetlu svitka, posebno od strane Andrewa Sinclaira, vodećeg zagovornik podrijetla slobodnog zidarstva s vitezovima templarima. Sinclair je svitak opisao kao "veliko srednjovjekovno blago", usporedivo s Mappa mundi iz katedrale u Herefordu. Međutim, protivnici ovih tvrdnji smatraju da su njegovi zaključci rezultat preoptimistične interpretacije datiranja radiokarbonom i slobodne interpretacije scena. Nadalje, povijesni zapisi Lože br. 128 sugeriraju drugačiji kontekst. U vrijeme Sinclairovih tvrdnji, Lože br. 128 se sastajala u Londonu. Iako neki autori, poput Roberta Lomasa, prepoznaju elemente Drevnog i prihvaćenog škotskog obreda, što bi svitak smjestilo u drugu polovicu 18. stoljeća, Lomas vjeruje da je središnji dio svitka nastao sredinom 15. stoljeća. Radiokarbonska analiza također ukazuje na razlike u starosti središnjeg dijela i bočnih traka.